# Distretti di Hong Kong
I distretti di Hong Kong sono le diciotto aree in cui Hong Kong è divisa dal punto di vista amministrativo.
Ognuno dei distretti, istituiti nel 1982 quando Hong Kong era una colonia britannica, ha un consiglio distrettuale.

## Elenco

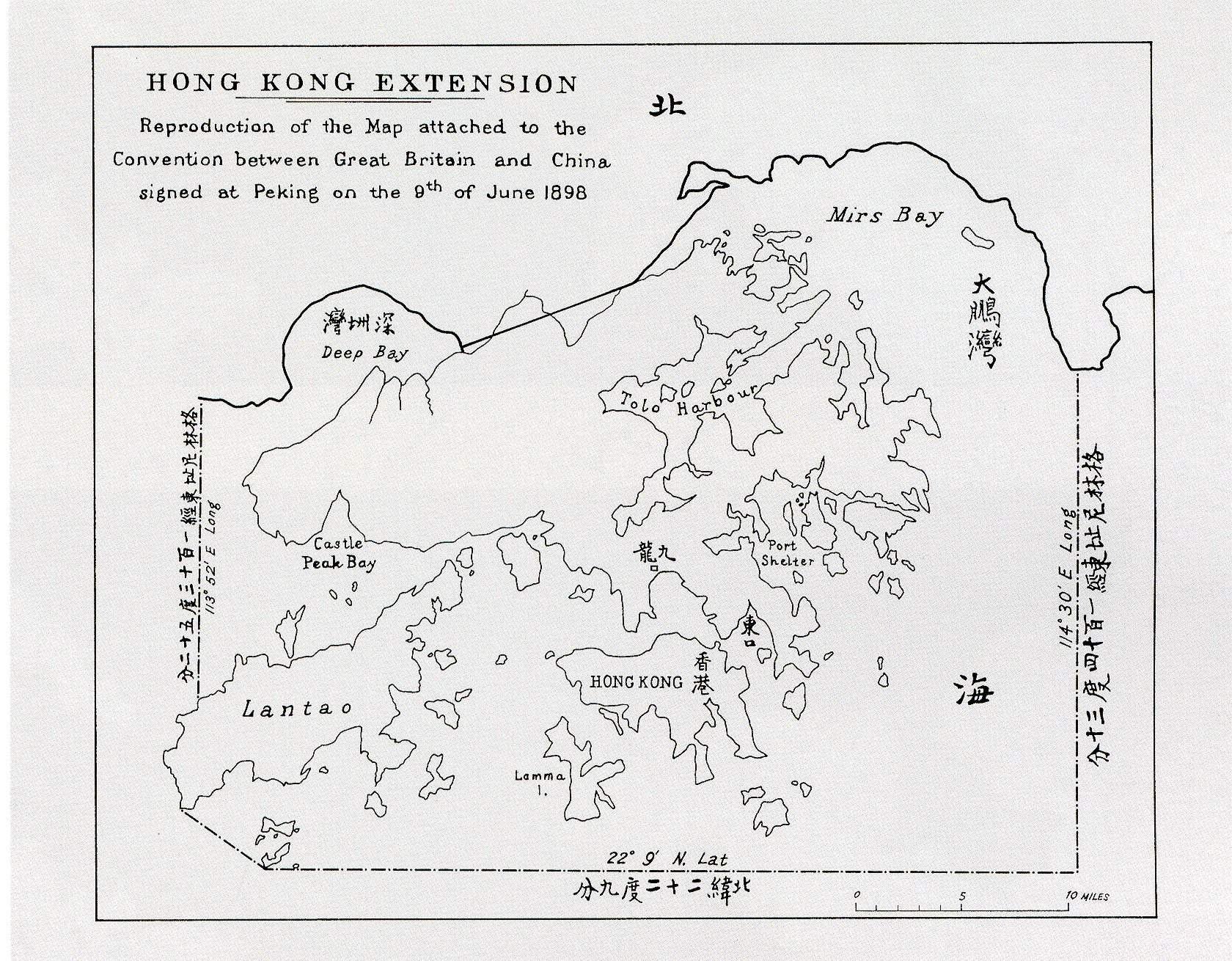
Mappa dei Nuovi Territori e Kowloon affittati durante la Convenzione del 1898 per l'estensione del territorio di Hong Kong

### Isola di Hong Kong
- Distretto Centrale e Occidentale
- Distretto Orientale
- Distretto Meridionale
- Distretto di Wan Chai

### Penisola di Caolun
- Distretto di Kowloon City
- Distretto di Kwun Tong
- Distretto di Sham Shui Po
- Distretto di Wong Tai Sin
- Distretto di Yau Tsim Mong

### Nuovi Territori
- Distretto delle Isole
- Distretto di Kwai Tsing
- Distretto Nord
- Distretto di Sai Kung
- Distretto di Sha Tin
- Distretto di Tai Po
- Distretto di Tsuen Wan
- Distretto di Tuen Mun
- Distretto di Yuen Long